# 巴西利亚-迪米纳斯
巴西利亚-迪米纳斯是巴西米纳斯吉拉斯州的一个市镇。总面积1398.563平方公里，总人口31165人，人口密度22.3人/平方公里。